# 瓦良卡山
9°55′0″S 77°2′20″W / 9.91667°S 77.03889°W
瓦良卡山（西班牙語：Huallanca），是秘魯的山峰，位於該國北部安卡什大區的博洛涅西省，屬於安第斯山脈中瓦良卡山脈的一部分，海拔高度5,470米，人類在1968年首次登頂。